# Przełęcz Ramzovska
Przełęcz Ramzovska (cz. Ramzovské sedlo, historyczna nazwa niem. Ramsauer Sattel) – przełęcz o wysokości 759 m n.p.m. na granicy Moraw i Śląska, w północno-wschodnich Czechach, w Sudetach Wschodnich, na granicy trzech pasm górskich o nazwach: Wysoki Jesionik (cz. Hrubý Jeseník), Góry Złote (cz. Rychlebské hory) i Hanušovická vrchovina, w obrębie gminy Ostružná, w osadzie Ramzová, pomiędzy szczytami gór Klín i Černava.

## Charakterystyka

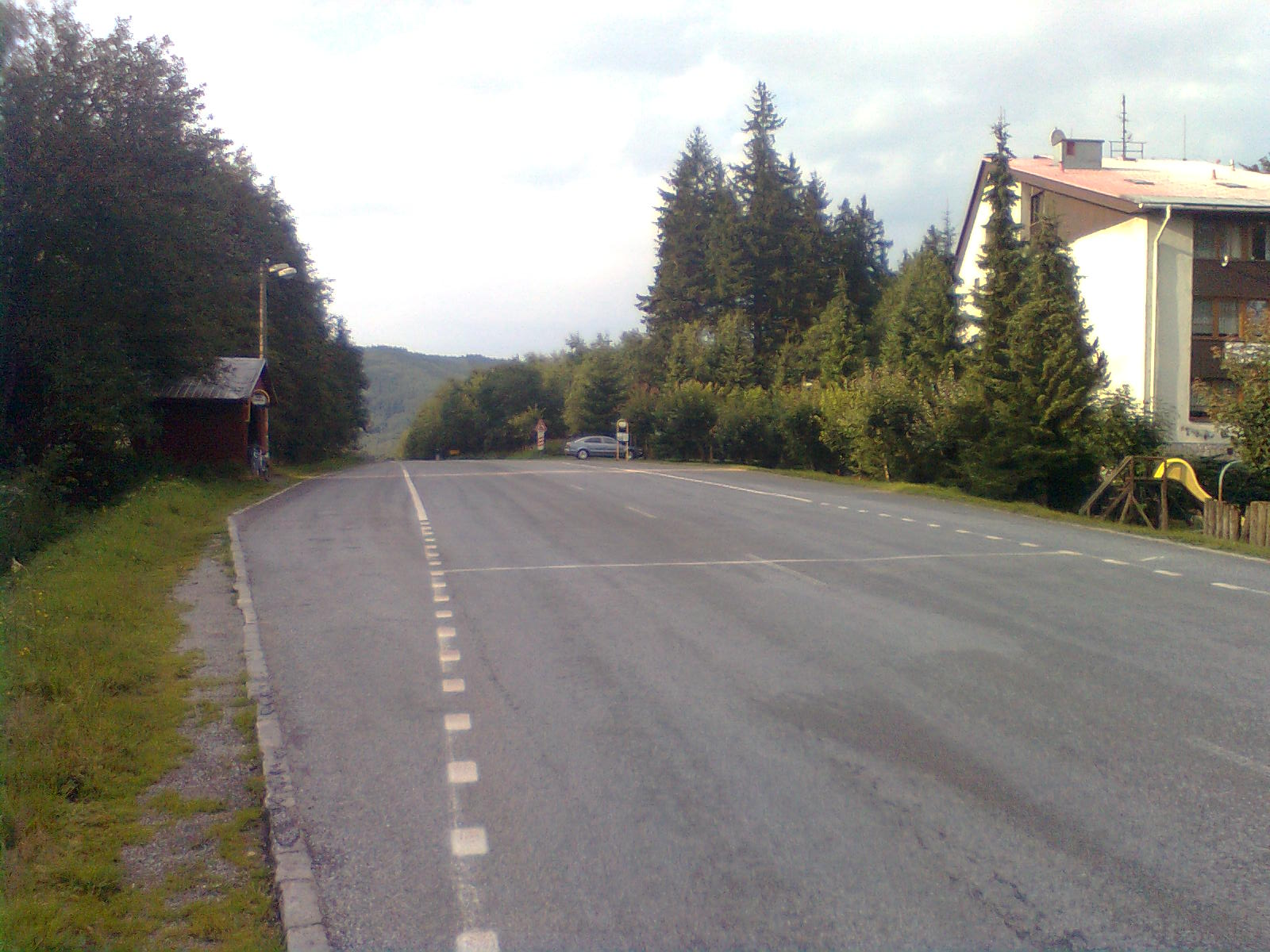
Droga nr na przełęczy Ramzovskiej, po prawej hotel górski Andromeda (2011 rok)

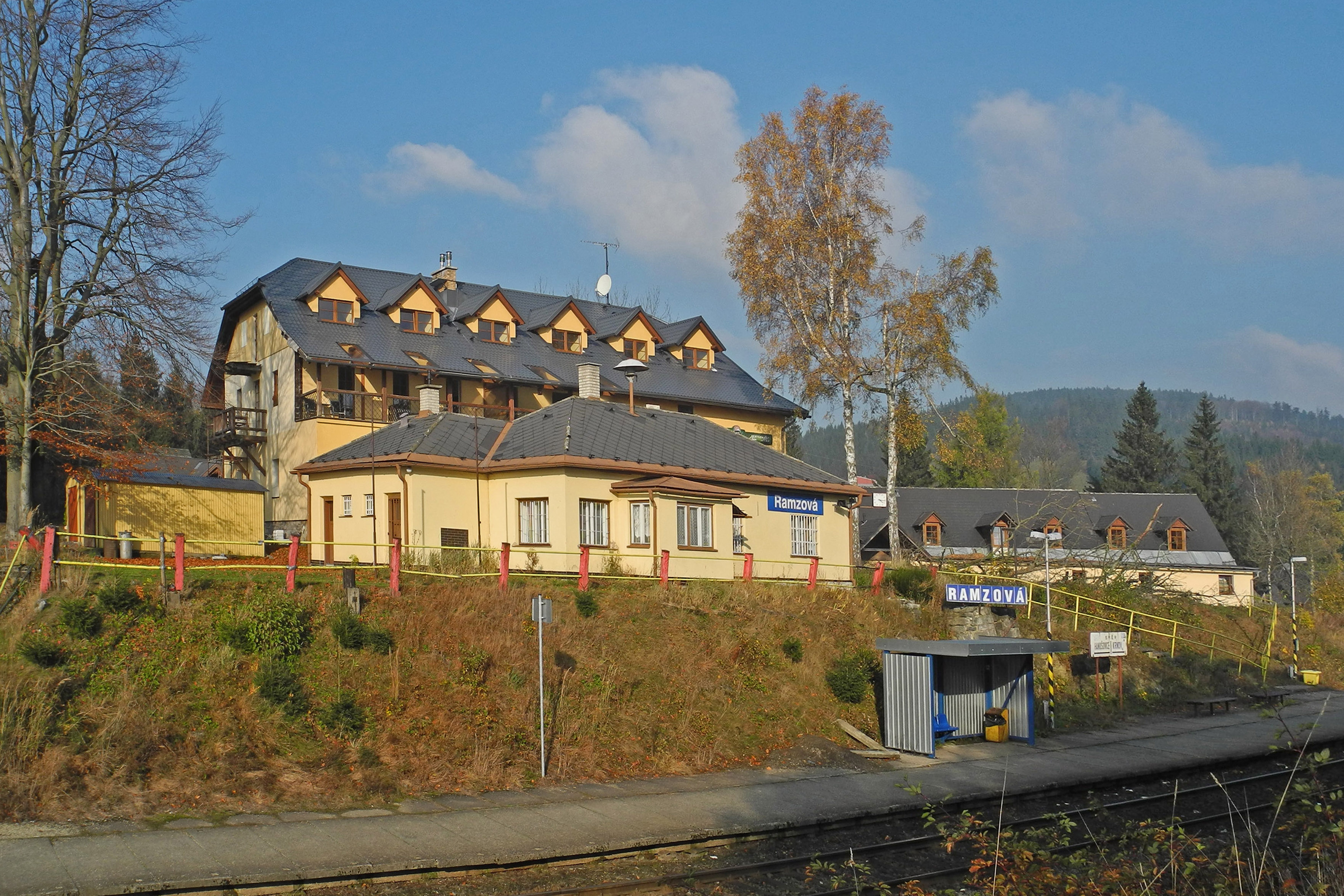
Widok z przełęczy Ramzovskiej na przystanek kolejowy Ramzová, w dali restauracja o nazwie Restaurace Ramzovské sedlo, po prawej góra Klín (2017 rok)

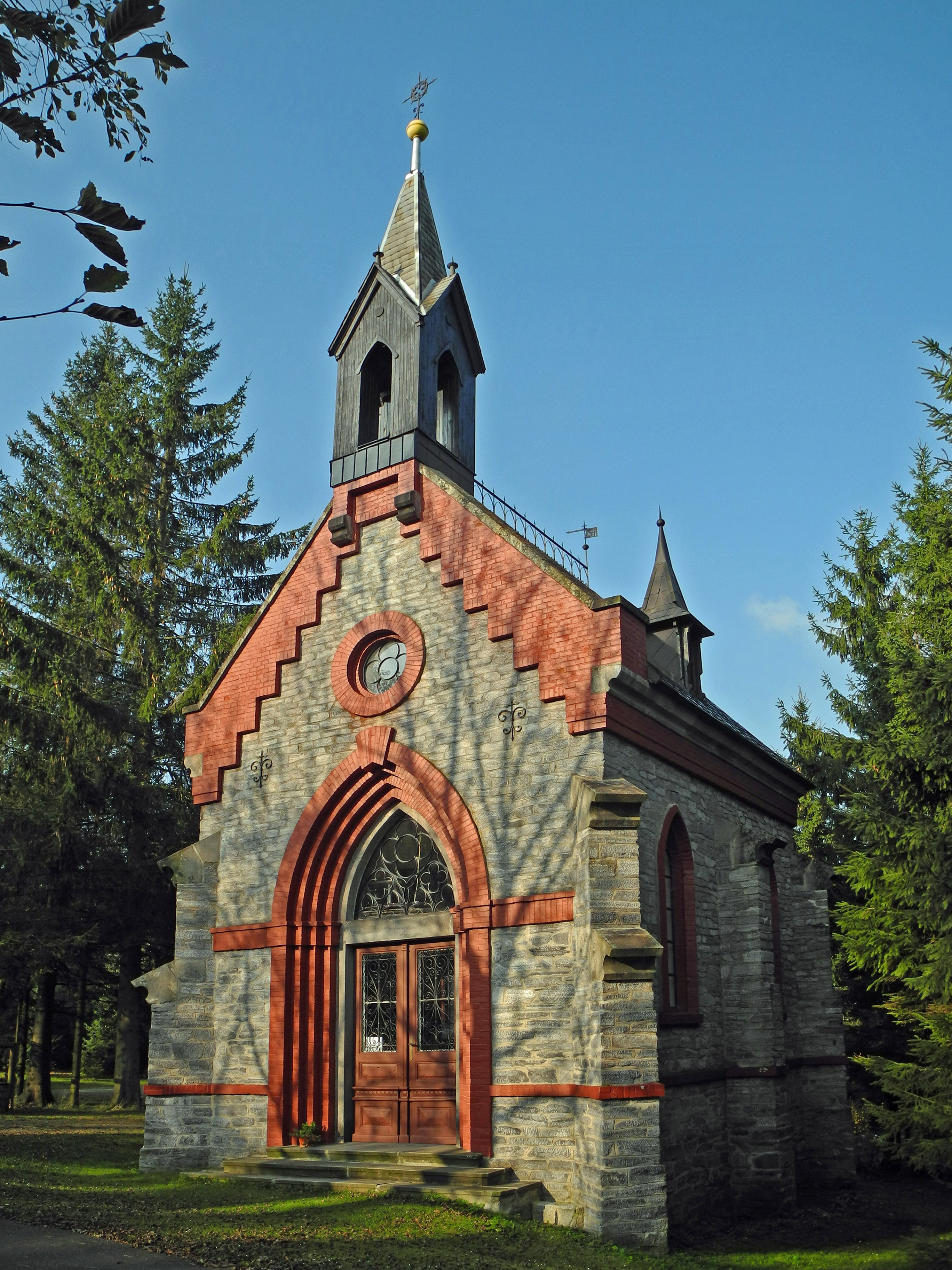
Kaplica św. Rocha przy przełęczy Ramzovskiej (2017 rok)

Nazwa przełęczy bierze się z położonej przy niej osady Ramzová. Przełęcz Ramzovska to jedna z najpopularniejszych i najbardziej uczęszczanych przełęczy, położona na granicy trzech pasm górskich o nazwach: Wysoki Jesionik (cz. Hrubý Jeseník), Góry Złote (cz. Rychlebské hory) i Hanušovická vrchovina, pomiędzy szczytami gór Klín (szczyt położony w paśmie Góry Złote) i Černava (szczyt położony w paśmie Wysoki Jesionik). Na podstawie szczegółowej mapy Państwowego urzędu geodezyjnego o nazwie (cz. Český úřad zeměměřický a katastrální (CÚZK)) w Pradze punkt siodłowy przełęczy usytuowany jest w pobliżu przebiegającej szosy nr 369 Lipová-lázně – Olšany i ma wysokość 759 m n.p.m. oraz współrzędne geograficzne (50°11′35,6″N 17°03′52,5″E/50,193222 17,064583). Przy szosie tej znajduje się parking dla zmotoryzowanych turystów oraz przystanek linii autobusowej z połączeniem do Jesionika (cz. Jeseník) i Pragi. Przez przełęcz przebiega również linia kolejowa nr 292 Šumperk – Karniów (cz. Krnov), z przystankiem Ramzová położonym na przełęczy. Na przełęczy znajduje się punkt geodezyjny o wysokości 756,46 m n.p.m. oraz współrzędnych geograficznych (50°11′36,90″N 17°03′48,44″E/50,193583 17,063456), oddalony o około 80 m na północny zachód od punktu siodłowego. Przełęcz jest zabudowana oraz wokoło odkryta, jest więc punktem widokowym, z perspektywą m.in. na górę Černava. Z przełęczy biorą swój początek drogi oraz ścieżki ze zlokalizowanymi na nich: szlakami turystycznymi, szlakami rowerowymi, ścieżką dydaktyczną oraz trasami narciarstwa biegowego. Na przełęczy znajduje się skrzyżowanie turystyczne o nazwie Ramzová (parkoviště). Przy przełęczy, blisko drogi nr 369 znajduje się kaplica św. Rocha, a blisko przełęczy ma swoją siedzibę stacja Pogotowia Górskiego (cz. Stanice HS Ramzová). Przez przełęcz przebiega sieć napowietrznej linii przesyłowej prądu o napięciu (110 i 22) kV. Na przełęczy znajduje się plac zabaw dla dzieci i dwa położone obok korty tenisowe. Ponadto przy przełęczy znajduje się stacja kolejki linowej z osady Ramzová, otwartej w 1981 roku, która w dolnej części na górę Černava ma długość 1459 m z wyciągiem 4-krzesełkowym.

## Wody
Grzbiet główny (grzebień) góry Pradziad, biegnący od przełęczy Skřítek do przełęczy Červenohorské sedlo oraz dalej do przełęczy Ramzovskiej jest częścią granicy Wielkiego Europejskiego Działu Wodnego, dzielącej zlewiska Morza Bałtyckiego i Morza Czarnego .
Przełęcz leży na tej granicy, na zlewiskach Morza Bałtyckiego (dorzecze Odry) na stoku północno-wschodnim oraz Morza Czarnego (dorzecze Dunaju) na stoku południowo-zachodnim . Na stoku północno-wschodnim bierze swój początek potok o nazwie Ramzovský potok.

## Ochrona przyrody
Część przełęczy na wschód od przebiegającej drogi nr 369 znajduje się w obrębie wydzielonego obszaru objętego ochroną o nazwie Obszar Chronionego Krajobrazu Jesioniki (cz. Chráněná krajinná oblast (CHKO) Jeseníky), a utworzonego w celu ochrony utworów skalnych, ziemnych i roślinnych oraz rzadkich gatunków zwierząt.
Z przełęczy wzdłuż czerwonego szlaku turystycznego  utworzono ścieżkę dydaktyczną o nazwie (cz. NS S Koprníčkem na výlet Keprnickými horami) na trasie:
 Ramzová – Červenohorské sedlo (z 13 stanowiskami obserwacyjnymi)

## Turystyka
Na przełęczy znajduje się baza infrastruktury turystycznej z hotelem górskim Andromeda oraz pensjonatami Penzion Neubauer i Turistická chata TJ Tesla Brno – Ramzová. Ponadto na przełęczy, blisko przystanku kolejowego znajduje się restauracja z barem o nazwie Restaurace Ramzovské sedlo, mogąca pomieścić 50 gości oraz nieco dalej inna restauracja o nazwie Restaurace Kaťuša. Ponadto w osadzie Ramzová znajdują się w pobliżu przełęczy inne pensjonaty.
Kluczowym punktem turystycznym jest skrzyżowanie turystyczne położone na przełęczy o nazwie (cz. Ramzová (parkoviště)) z podaną na tablicy informacyjnej wysokością 762 m, od którego rozchodzą się szlaki turystyczne, szlak rowerowy, ścieżka dydaktyczna i trasy narciarstwa biegowego. 

### Szlaki turystyczne
Klub Czeskich Turystów (cz. Klub Českých Turistů) wytyczył z przełęczy trzy szlaki turystyczne na trasach:
 Ramzová – góra Černava – Mračná hora – góra Šerák – przełęcz Sedlo pod Keprníkem – szczyt Keprník – Trojmezí – Keprník–JV – przełęcz Sedlo pod Vřesovkou – góra Červená hora – źródło Vřesová studánka – Červenohorské sedlo
 Ramzová – Petříkov – dolina rzeki Branná – Císařská chata – góra Palaš – Masyw Śnieżnika (cz. Králický Sněžník)
 Przełęcz Ramzovska – przystanek kolejowy Ramzová – góra Černava – Obří skály
Ponadto z przełęczy biegnie szlak spacerowy na trasie:
 Ramzová (žst.) – szczyt Klín – góra Klín–SZ – góra Smrek – Smrk (hraničník)

### Szlaki rowerowe
Przez przełęcz wyznaczono szlak rowerowy na trasie:
 Adolfovice – dolina potoku Javořický potok – przełęcz Sedlo pod Javoříkem – góra Miroslav – góra Šerák – góra Obří skály – góra Černava – Ramzová – góra Klín – góra Klínec – góra Mramorový vrch – góra Kopřivný – góra Oblý vrch – góra Lví hora – góra Smrek – Luční vrch
| Podjazdy drogowe |                                   |            |            |                     |                      |                        |
| Lp.              | Trasa                             | Oznaczenie | Długość km | Różnica wysokości m | Średnie nachylenie % | Ilość pętlic drogowych |
| 1                | Lipová-lázně – przełęcz Ramzovska | 369        | 8,2        | 272                 | 3,3                  | 0                      |
| 2                | Hanušovice – przełęcz Ramzovska   | 369        | 18,8       | 363                 | 1,9                  | 0                      |

### Trasy narciarskie
W okresach ośnieżenia wzdłuż czerwonego szlaku turystycznego  i szlaku rowerowego można skorzystać z wyznaczonych tras narciarstwa biegowego. Na stokach pobliskiej góry Černava zlokalizowano również trasy narciarstwa zjazdowego, wchodzące w skład dwóch ośrodków narciarskich o nazwach (cz. Skiareál Bonera – Ramzová) oraz (cz. Ski arena R3 - Ramzová).
| Główne trasy narciarstwa zjazdowego z wyciągami z góry Černava |                    |                 |                     |                               |                   |
| Lp.                                                            | Trasa i oznaczenie | Długość trasy m | Różnica wysokości m | Rodzaj wyciągu                | Długość wyciągu m |
| 1                                                              | 1                  | 340             | 120                 | orczykowy                     | 500               |
| 2                                                              | 1                  | 1400            | 272                 | 4-krzesełkowy                 | 1459              |
| 3                                                              | 2                  | 1300            | 272                 | 4-krzesełkowy                 | 1459              |
| 4                                                              | 6                  | 3260            | 550                 | 4-krzesełkowy i 2-krzesełkowy | 1459 i 1810       |
| 5                                                              | 7                  | 400             | 20                  | orczykowy                     | 500               |
| 6                                                              | Skiarena R3        | 560             | 90                  | krzesełkowy                   | 560               |